# Heliga Treenighetens kyrka, Liljak
Heliga Treenighetens kyrka, eller Heliga Trefaldighets kyrka, (bulgariska: Църква "Света Троица"; translitteration: Tsarkva "Sveta Troitsa") är en bulgarisk-ortodox kyrkobyggnad belägen i byn Liljak, i kommunen Obsjtina Tărgovisjte i regionen Tărgovisjte, i nordöstra Bulgarien.
Kyrkan är helgad åt Treenigheten och tillhör det bulgarisk-ortodoxa stiftet Varnas och Veliki Preslavs stift.

## Historik
Heliga Treenighetens kyrka i Liljak byggdes år 1936.